# Hipolit Rzymski
Hipolit Rzymski, cs. Muczenik Ippolit (ur. przed 170, zm. w 235 na Sardynii) – pisarz wczesnego Kościoła, prezbiter, męczennik, ojciec i święty Kościoła katolickiego oraz prawosławnego; antypapież w latach 217–235.

## Życiorys
Hipolit urodził się prawdopodobnie w Azji Mniejszej w drugiej połowie II wieku. Focjusz opisuje go w swej księdze „Biblioteka” (kod. 121) jako ucznia Ireneusza z Lyonu, który miał być uczniem Polikarpa. Z tekstu można wywnioskować, że sam Hipolit dawał to do zrozumienia, choć nie można być tego do końca pewnym. Przybył do Rzymu za pontyfikatu papieża Wiktora I i tam otrzymał święcenia kapłańskie. Wszedł w konflikt z papieżami swego czasu i przez jakiś czas był przywódcą osobnej grupy w Kościele. Z tego powodu jest czasem uznawany za antypapieża, ale zmarł śmiercią męczeńską pojednany wcześniej z Kościołem.
Jako prezbiter kościoła w Rzymie, za pontyfikatu papieża Zefiryna, wyróżniał się wiedzą i elokwencją. To właśnie w tym czasie Orygenes, wtedy młody człowiek, słuchał jego homilii. Był jednym z teologów aktywnie występujących przeciw nauczaniu sabelian. Odmówił zaakceptowania nauczania papieża Zefiryna, a jego następcę, Kaliksta I (217–222), oskarżył o sprzyjanie herezji chrystologicznej monarchian, a także o osłabianie morale Kościoła przez zbytnią pobłażliwość w przyjmowaniu z powrotem na łono Kościoła ludzi wyłączonych za popełnienie ciężkich grzechów, jak zabójstwo, cudzołóstwo itp. W tym czasie wydaje się, że pozwolił (lub nakazał) się wybrać w charakterze alternatywnego biskupa Rzymu i kontynuował krytykę wobec kolejnych papieży Urbana (222–230) i Poncjana (230–235). W Chronicon Paschale znajduje się jedna mała wzmianka, iż siedziba Hipolita znajdowała się w Portus koło Rzymu. Był to rodzaj schizmy.
W czasie prześladowań chrześcijan za panowania cesarza Maksymina Traka został zesłany razem z ówczesnym papieżem Poncjanem w 235 r. na Sardynię, gdzie obaj dostojnicy pojednali się i zginęli.
Najprawdopodobniej ciała obu zesłańców 13 sierpnia 236 r. przewiezione zostały do Rzymu i tam pogrzebane (Hipolita pochowano na cmentarzu przy Via Tiburtina).
Papież Damazy I (pontyfikat: 366-384) – poświęcił mu epigram, a Prudencjusz w dziele „Peri stephanon” w jednym z hymnów barwnie opisał jego śmierć.
W 1551 r. znaleziono na cmentarzu przy Via Tiburtina marmurowy posąg siedzącego mężczyzny. Z tyłu siedziska wygrawerowane były tytuły licznych pism – był to posąg św. Hipolita. Za czasów Piusa IX przeniesiono go do Pałacu Laterańskiego.
Jego wspomnienie liturgiczne w Kościele katolickim obchodzone jest 13 sierpnia. Cerkiew prawosławna wspomina męczennika 13/26 sierpnia, tj. 26 sierpnia według kalendarza gregoriańskiego.

## Dzieła
Hipolit pisał w języku greckim. Opracował sposób obliczania terminu Wielkanocy. Jego dzieła obejmują takie dziedziny jak: egzegezę, homilie, apologetykę i polemiki, kroniki i prawo kościelne. Do naszych czasów dotarły jednak w szczątkowej formie i nie można właściwie ocenić ich poziomu literackiego i intelektualnego.
Jego dorobek obejmuje:
- komentarz do księgi proroka Daniela
- komentarz do „Pieśni nad Pieśniami”
- komentarz O Księdze Rodzaju, wyd. angielskie: Hyppolitus: On Genesis (1). Stewart Dingwall Fordyce Salmond (oprac.). New York. Seria: Ante-Nicene Fathers vol. V. (ang.). Brak numerów stron w książce
- Syntagma – traktat o herezji
- traktat „Odparcie wszelkich herezji” Confutatio, (inny tytuł Philosophumena) skierowany do pogan, żydów i gnostyków; księgi 4–10 tego dzieła znaleziono na Górze Atos. Zostały opublikowane w Oksfordzie w 1851 r. przez E. Millera pod tytułem Philosophumena jako dzieła Orygenesa. J.J. I. von Döllinger wykazał, że są one autorstwa Hipolita[4]
- „Kroniki” obejmujące dzieje od stworzenia świata do 234 r. (były one podstawą wielu innych kronik pisanych na Wschodzie i Zachodzie)
- „Tradycja apostolska” – zachowane jedynie w przekładach koptyjskim, arabskim i egipskim źródło wiedzy o dawnej liturgii rzymskiej. Anafora eucharystyczna Hipolita, została wydana, w: Wieczerza mistyczna : anafory eucharystyczne chrześcijańskiego Wschodu / wybór, wstęp, przekł. [z grec., fr., łac.] i przypisy Henryk Paprocki
- Przeciw Noetosowi w: Trójca Święta. St. Kalinkowski (przekład), Henryk Pietras SJ (wprowadzenie i oprac.). Kraków: WAM, 1997, seria: Źródła Myśli Teologicznej 4. ISBN 83-7097-305-1. Brak numerów stron w książce
- O Chrystusie i Anty-chrystusie (antychryst) – zachowane w całości dzieło dogmatyczne. Powstało prawdopodobnie podczas prześladowania chrześcijan za panowania Septymiusza Sewera ok. 202 roku. Dzieło jest ubogacone opisem wydarzeń, które będą miały miejsce przed końcem świata. Wydanie angielskie: Hyppolitus: Treatise on Christ and Antichrist. Stewart Dingwall Fordyce Salmond (oprac.). New York. Seria: Ante-Nicene Fathers vol. V. (ang.). Brak numerów stron w książce

## Antypapież a biskupi Rzymu
Biskupi Rzymu, za pontyfikatu których Hipolit był antypapieżem:
| Pontyfikat                     | Papież        |
| ------------------------------ | ------------- |
| 217 – 222                      | św. Kalikst I |
| 222 – 230                      | św. Urban I   |
| 21 lipca 230 – 28 września 235 | św. Poncjan   |